# ʿUthmān ibn ʿAffān

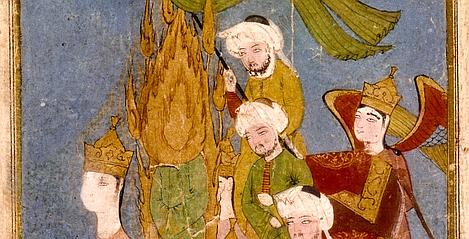
Mohammed (sein Gesicht ist hinter dem Feuer) auf seinem Pferdewesen Buraq mit den drei Kalifen Abu Bakr, Omar und ʿUthmān (muslimische Darstellung 16. Jh.)

ʿUthmān ibn ʿAffān (arabisch عثمان بن عفان, DMG ʿUṯmān ibn ʿAffān; * 574 in Mekka; † 17. Juni 656 in Medina), bekannt unter dem Namen Osman oder Usman, war nach Abu Bakr und Umar ibn al-Chattab der dritte Kalif der Muslime (644–656) und gilt bei den Sunniten als der dritte rechtgeleitete Kalif. Für Schiiten war seine Herrschaft unrechtmäßig.

## Familie
Uthmans Vater war Affan ibn Abi al-As aus der Familie der Umayyaden und seine Mutter war Arwa bint Kurayz aus dem Clan der ʿAbd Schams ibn ʿAbd Manāf des Stammes Quraisch. Er war damit mit Abu Sufyan, einem der größten Gegner Mohammeds, verwandt. Uthman wurde Kaufmann wie sein Vater und war einer der reichsten Männer der Quraisch. Uthman soll mit Umm Khulthum bint Mohammad und mit Ruqaya bint Mohammad verheiratet gewesen sein und deswegen Dhū al-Nurayn („Derjenige mit den zwei Lichtern“) genannt worden sein. Während die meisten Sunniten dies glauben, sehen die meisten Schiiten die Hochzeit als umstritten an und streiten zudem ab, dass Umm Kulthum und Ruqaya überhaupt Töchter Mohammeds gewesen seien, da Fatima bint Mohammad die einzige Tochter gewesen sei.

## Konversion zum Islam
Zusammen mit seinen Verwandten gehörte er in der Anfangszeit des Islam zu den Feinden von Mohammed. Im Jahre 611 schloss er sich auf Einladung Abu Bakrs Mohammed an, was seinen Clan verärgerte. Nach seinem Übertritt zum Islam nahm er an der Auswanderung, aber nicht an der Schlacht von Badr teil.

## Wahl zum dritten Kalifen
Der zweite Kalif Umar ibn al-Chattab ernannte kurz vor seinem Tod ein Gremium, die Schūrā. Diese bestand aus sechs Personen, nämlich:
- ʿAlī ibn Abī Tālib
- Uthman ibn Affan
- ʿAbd ar-Rahmān ibn ʿAuf
- Saʿd ibn Abī Waqqās
- az-Zubair ibn al-ʿAuwām
- Talha ibn ʿUbaidallāh

Das Gremium sollte ʿAbd ar-Rahmān leiten. ʿAbd ar-Rahmān hat ʿAlī ibn Abī Tālib gefragt, ob dieser bereit sei, gemäß den Geboten Allahs, dem Vorbild des Prophet Muhammed und dem Vorbild der ersten beiden Kalifen Abu Bakr und Umar ibn Chatab zu regieren. ʿAlī ibn Abī Tālib stimmte den ersten beiden Bedingungen zu, aber weigerte sich, nach dem Vorbild der ersten beiden Kalifen zu regieren. Daraufhin entzog ʿAbd ar-Rahmān ihm die Kandidatur und stellte die gleiche Frage an Uthman. Uthman stimmte allen drei Bedingungen zu. Saʿd, Zubair und Talha stimmten für Uthman und ʿAbd ar-Rahmān ernannte Uthman zum dritten Kalifen.
Eine andere Variante erzählt, dass die Anweisung Omars besagte, dass innerhalb von drei Tagen ein Nachfolger gewählt sein sollte und dieser solle dann am vierten Tag seinen Dienst für die Gemeinschaft beginnen. Nachdem zwei Tage ohne eine Entscheidung vergangen waren, wurden die Mitglieder der Schūrā besorgt, weil die Zeit so schnell verging und noch immer keine Lösung des Problems in Sicht zu sein schien. Abdur-Rahman ibn Auf bot an, auf seinen eigenen Anspruch zu verzichten, wenn die anderen sich bereit erklärten, seiner Entscheidung zuzustimmen.  Alle waren damit einverstanden, Abdur-Rahman den neuen Kalifen auswählen zu lassen. Er befragte jeden Nominierten und ging durch Medina, um die Menschen zu befragen, bzw. zumindest die einzelnen Klanoberhäupter, wen sie wählen würden. Schließlich bestimmte er Osman zum neuen Kalifen, weil die Mehrheit der Menschen hinter ihm stand.

## Kalif (644–656)

### Vetternwirtschaft
Bereits unmittelbar nach seiner Amtseinführung setzte Uthman Familienangehörige und Clanverwandte in zentrale Statthalterposten ein. Syrien befand sich ohnehin schon seit ʿUmar ibn al-Chattāb in der Hand des Umayyaden Muawiya. Er war der Sohn von Mohammeds ehemaligem Gegner Abū Sufyān ibn Harb. Aber auch in Kufa und Ägypten wurden jetzt Umayyaden als Gouverneure eingesetzt. Sa'd ibn Abi Waqqas, der Gründer von Kufa, musste als Gouverneur dieser Stadt Uthmans Verwandtem, Walīd ibn ʿUqba, weichen. ʿAmr ibn al-ʿĀs, der Eroberer Ägyptens, der noch im Jahre 645 einen oströmischen Versuch, Ägypten wiederzuerobern, erfolgreich abwehren konnte, wurde als Gouverneur durch ʿAbd Allāh ibn Saʿd ibn Abī Sarh ersetzt, einen Vetter Uthmans mit zweifelhafter Vergangenheit. Als im Jahre 649/50 Beschwerden über den Statthalter von Basra, Abu Musa al-Aschari, eintrafen, wurde schließlich auch dieser Posten mit einem Umayyaden, nämlich ʿAbdallāh ibn ʿĀmir, besetzt. Zum engsten Berater des Kalifen stieg Marwān ibn ʿAbd al-Ḥakam auf, ebenfalls ein Umayyade. Diese nepotistische Politik führte zu einer Entfremdung zwischen dem Kalifen und dem Gremium von Prophetengefährten, die ihn in dieses Amt gewählt hatten.

### Militärische Expansion
Dennoch konnten die Eroberungszüge unter Uthman und seinen Gouverneuren erfolgreich fortgesetzt werden. Muʿāwiya hatte schon 642 von Damaskus aus den Heerführer Ḥabīb ibn Maslama zum Kampf in den Kaukasus entsandt. Er konnte 645 die georgische Hauptstadt Tiflis einnehmen und bis 652 Armenien unterwerfen. Außerdem baute Muʿāwiya in den syrischen Hafenstädten eine Flotte auf, besetzte 649 Zypern und drängte Konstantinopel aus dem östlichen Mittelmeer zurück. ʿAbdallāh ibn Saʿd unternahm von al-Fusṭāṭ aus Expeditionen an der nordafrikanischen Küste entlang in Richtung Westen und eroberte 647 Tripolitanien. 652 unterwarf er außerdem Oberägypten und brachte das Königreich Nubien in ein Tributverhältnis zum islamischen Staat. Zur Kontrolle der nubischen Tributzahlungen wurde in der Stadt Syene eine Militärgarnison stationiert. ʿAbdallāh ibn ʿĀmir vollendete 650 mit der Einnahme von Persepolis die Eroberung der Persis (Fārs) und besetzte 651/2 die sassanidische Nordostprovinz Chorasan mit den Städten Nischapur, Marw, Balch und Harāt. Im gleichen Jahr fiel der Sassaniden-Herrscher Yazdegerd III. in Marw einem Mordanschlag zum Opfer, womit die Sassaniden-Dynastie endgültig erlosch.
Unter Uthman begann auch der Aufbau diplomatischer Beziehungen. So wurden 651 Kontakte zum chinesischen Kaiserhof in Chang’an aufgenommen und 652 ein Vertrag, der sogenannte „Baqṭ“ (von lat. pactum), mit dem christlichen Nubien abgeschlossen.

### Kanonisierung des Korans
Besondere Bedeutung erlangte Uthman vor allem dadurch, dass er den Koran in einer standardisierten und von da ab einzig offiziell gültigen Version aufzeichnen ließ. Dabei mussten mindestens zwei Männer bei jedem Vers bezeugen, dass sie diesen direkt aus dem Munde des Propheten Mohammed gehört hatten. Lediglich sechs Verse sind nur von einem Zeugen auf diese Weise belegt worden, nämlich von Zaid ibn Thabit, dem ehemaligen Diener des Propheten Mohammed. Andere Versionen des Koran, also die ersten Koran-Kodizes, die auch zum Teil in anderen Dialekten und nicht dem quraischitischen Dialekt –  dem Dialekt des Propheten Mohammed, der später zum Hocharabisch werden sollte – abgefasst waren, wurden eingesammelt und verbrannt. Dadurch machte sich der Kalif vor allem bei denen Feinde, die den Koran auswendig konnten (siehe: Hafiz). Uthman ibn Affan verfügte auch, dass die Suren mit wenigen Ausnahmen der Länge nach aneinandergereiht wurden. Die von Uthman redigierte Fassung verdrängte in der Folge alle anderen Varianten des Korans, sodass heute nur noch seine Version übrig geblieben ist. Nach der islamischen Überlieferung wurde jeweils eine Abschrift des uthmanischen Kodex  nach Medina, Mekka, Kufa, Basra und Damaskus versandt. Zur Vorbeugung falscher Überlieferungen erging gleichzeitig die Anordnung, auch alle privaten Koranaufzeichnungen zu verbrennen.

### Entstehung einer religiös-politischen Opposition
Die Absetzung der Heerführer als Statthalter, die angeblich ungerechte Verteilung der Kriegsbeute und die Einsetzung von Angehörigen seiner eigenen Sippe, der Umayyaden, in den Provinzen führte bald zu Spannungen.
Wegen dieser Bevorzugung der eigenen Sippe bildete sich bald eine Opposition gegen Uthman, die ihre Zentren in Ägypten und dem Irak hatte, wo die Verteilung der Steuern zwischen dem Heer und dem Staat umstritten war. Neben der Prophetenwitwe Aischa bestritt auch Ali Ibn Abi Talib die Herrschaft Uthmans, da seine Ansprüche auf das Kalifat, als Schwiegersohn des Propheten Muhammed, bei der Wahl Uthmans erneut übergangen worden waren.

## Ermordung und Spaltung der Umma

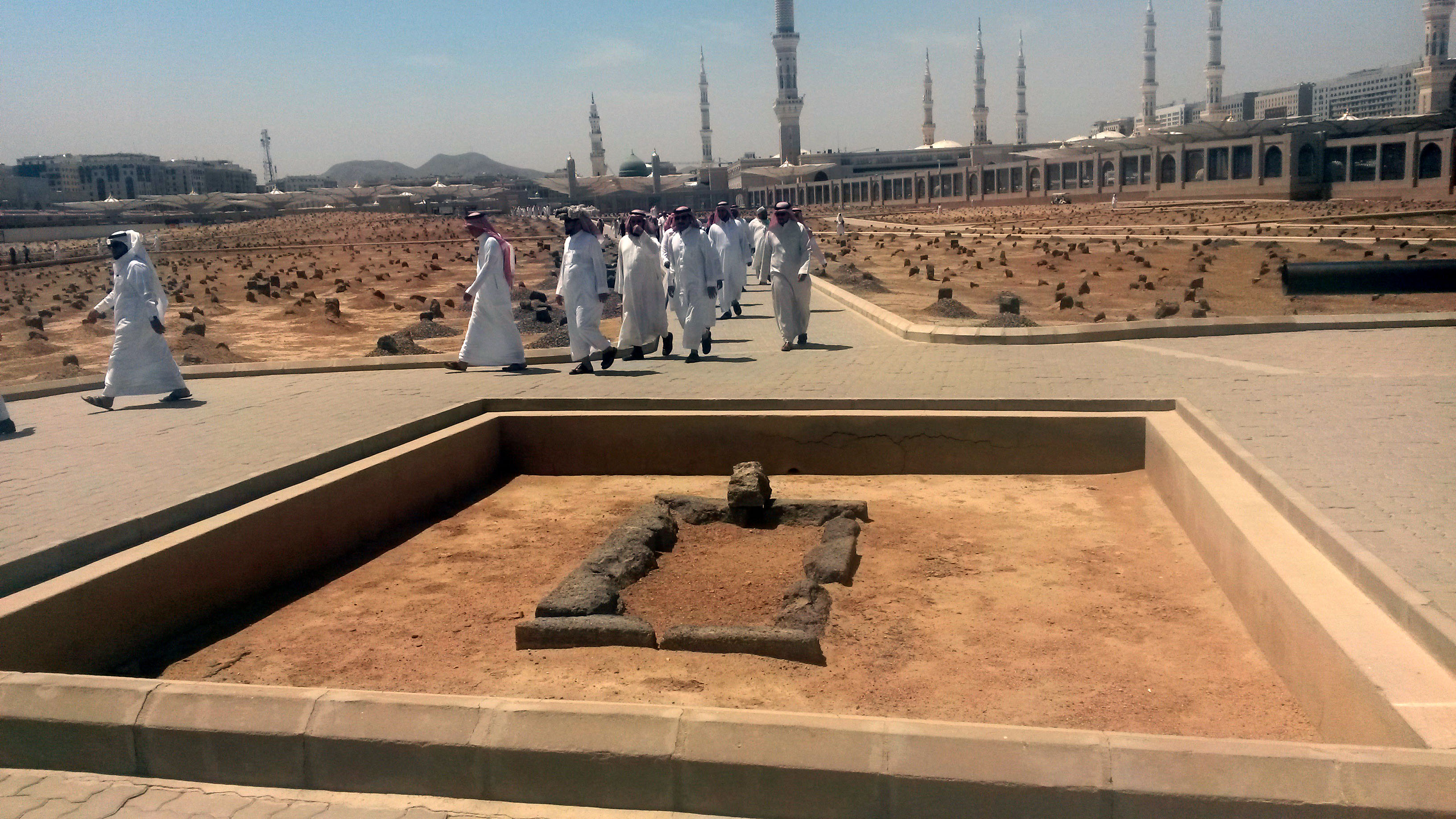
Grab des Othman im Baqīʿ al-Gharqad

656 erreichten die Spannungen ihren Höhepunkt, als Kritiker Uthmans die muslimische Garnisonsstadt Fustat in Ägypten unter ihre Kontrolle brachten und den vom Kalifen eingesetzten Gouverneur an seinen Amtsgeschäften hinderten. Mehrere Hundert Mitglieder der Opposition zogen danach zum Kalifensitz Medina. Gleichzeitig zogen mehrere Gruppen aus Kufa und Basra nach Medina. Uthman ging auf die meisten Forderungen der Rebellen ein und versprach sogar die Absetzung des von ihm eingesetzten Gouverneurs. Als sich die ägyptischen Rebellen wieder in ihre Heimat aufmachten, fingen sie allerdings eine Nachricht Uthmans ab, die den angeblich abgesetzten Gouverneur von Ägypten zu harten Repressionen gegen die Rebellen aufrief. Als die Rebellen ihn mit der Nachricht konfrontierten, stritt Uthman jede Beteiligung daran ab. Er wurde am 17. Juni 656 in seiner Residenz von den Rebellen gelyncht.
Dieser Mord stellt einen Präzedenzfall in der islamischen Geschichte dar, da die Führungsfrage innerhalb des Kalifats erstmals mit Gewalt gelöst wurde.
Nach dem Tode ʿUthmāns wurde ʿAlī ibn Abī Tālib zum Kalifen erhoben. Sein Kalifat wurde aber von zahlreichen Prophetengefährten nicht anerkannt. ʿUthmāns Verwandter Muʿāwiya, der weiterhin Statthalter von Damaskus war, weigerte sich, ʿAlī den Treueid zu leisten, weil dieser die Mörder ʿUthmāns nicht verfolgen ließ. Viele Prophetengefährten, die mit ʿAlīs Erhebung nicht einverstanden waren, begaben sich zu ihm nach Damaskus. Auch die Prophetenwitwe Aischa bint Abi Bakr und ihre beiden Verwandten az-Zubair ibn al-ʿAuwām und Talha ibn ʿUbaid Allāh bestritten ʿAlīs Anspruch auf das Kalifat. Sie zogen sich mit ihren Anhängern nach Basra zurück und wagten in der Kamelschlacht die militärische Konfrontation gegen ʿAlī. Auf diese Weise stand die Ermordung ʿUthmāns am Anfang der Spaltung der islamischen Umma in unterschiedliche politisch-religiöse Lager, die nie mehr völlig überwunden wurde.
ʿUthmān hinterließ mehrere Nachkommen. Von diesen erwarb sich sein Sohn Abān als Traditionarier und Kompilator eines Maghāzī-Werkes besonderes Ansehen.